# ملعب ليون
ملعب ليون (بالإنجليزية: Estadio León)‏ هو ملعب كرة قدم يقع في ليون، ليون، ولاية غواناخواتو، المكسيك، يتسع لـ 27,432 متفرج.

## التاريخ
افتتح الملعب في 1 مارس 1967. كانت تكلفة إنشاء الملعب 12,500,000 دولار.

## أهم الأحداث التي استضافها
- ألعاب أولمبية صيفية 1968
- كأس العالم لكرة القدم 1970
- كأس العالم لكرة القدم 1986